# Rad Party

Rad Party est un fanzine créé par Stéphane Delevaque, en 1991. Avec l'association : Small Budget (1996)  et le label Shark Attack.
De format A6, photocopié et entièrement écrit à la main, ce petit journal est basé sur la culture punk rock, avec une nette préférence pour le hardcore nord-américain des années 1980. Parmi les influences notoires de Rad Party on trouve le fanzine Cometbus. En effet, l'une de ses particularités est de ne pas se contenter que de chroniques de disques ou récits de concerts, mais d'aussi raconter de petites tranches de vies avec maintes détails, avec un style devant tant à la nouvelle qu'au journal intime. En France Rad Party est l'un des précurseurs de ce style de zines parfois appelés "zines persos".